# 昌图县
昌图县，中国辽宁省铁岭市辖县，位于辽宁省东北部，曾是该省第二个省管县单位。
昌图县为中国肉类生产百强县（辽宁第一大、中国第八大）。面积4321.7平方公里，县政府驻昌图镇政府路16號。

## 历史

### 名称
昌图得名于“常突额尔克”，意为“挂霜的悬崖”。“昌图”系“常突”（Tsantakh）两字的转音，意为“挂霜的”，“额尔克”（Ereg）意为“悬崖”。

### 沿革
县境原为科左后旗博王属下领地。清嘉庆七年（1802年），开始招汉人放垦；嘉庆十一年（1806年）在“常突额尔克”置昌图厅；光绪三年（1877年）升为昌图府。民国成立后，1913年改为昌图县，1946年4月析置昌北县。1949年中共建政後，1954年昌北县重新并入。昌图县原辖属铁岭市，2011年成为辽宁省第二个省管县单位，2016年取消对绥中县和昌图县实行省管县财政管理体制。

## 地理

### 位置
昌图县位于东经123°32′-124°26′北纬42°23′-43°29′之间，于辽宁省最北部，辽河中游东岸，松辽平原南缘，隶属铁岭市，北与吉林省四平市接壤，西与内蒙古自治区通辽市科尔沁左翼后旗隔河相望。

### 气候
年降水量655毫米，属于温带季风大陆性气候，四季分明，日照丰富。

## 行政区划
昌图县下辖33个镇：
昌图镇、老城镇、八面城镇、三江口镇、金家镇、宝力镇、泉头镇、双庙子镇、亮中桥镇、马仲河镇、毛家店镇、老四平镇、大洼镇、头道镇、鴜鷺树镇、傅家镇、四合镇、朝阳镇、古榆树镇、七家子镇、东嘎镇、四面城镇、前双井镇、通江口镇、大四家子镇、曲家店镇、十八家子镇、太平镇、下二台镇、平安堡镇、大兴镇、后窑镇和长发镇。

## 人口
总人口102.15万，有汉、满、回、朝等21个民族，以汉族为主。全县有工业劳动力5万人，农业劳动力20万人。
根據第七次人口普查數據，截至2020年11月1日零時，昌圖縣常住人口為711818人。

## 交通
昌图县位于辽、吉、内蒙古三省（区）交界处，公路、铁路纵横交错，交通十分方便。昌图县城距沈阳桃仙机场120公里，距大连港450公里；鐵路有京哈铁路、平齐铁路，总运行里程127公里，有车站12个；公路有 京哈高速、 102国道、 303国道， 京哈高速在昌图设有三个出入口；鄉村基本都已經通柏油路。

## 学校
昌图高中：昌图高中创建于1948年11月，前身是1906年昌图府创办的昌图府学堂。1981年3月18日，辽宁省对昌图高中按重点高中标准进行检查验收，由辽宁省人民政府下达档，确定昌图高中为辽宁省首批办好的十七所重点中学之一。昔日，昌图高中也被昌图县百姓称作“老城高中”。1965届昌图高中毕业生升学率达88%，成为辽宁省第四名（当时全省平均升学率只有50%）。

## 资源
- 矿藏主要有铁、铜、锌、铅、煤、石灰石、萤石、黄土、大理石、河沙、石油、天然气。
- 中草药有五味子、桔梗、柴胡、威灵仙、杏仁、车前子、茵陈、地丁、防风、知母、苍术、玉竹、苦参、天南星等。
- 野生动物有蛇、蜥蜴、蟾蜍、山鸡、野鸭、鹌鹑等。